# Leptotarsus albipedis
Leptotarsus albipedis är en tvåvingeart som beskrevs av Hynes 1993. Leptotarsus albipedis ingår i släktet Leptotarsus och familjen storharkrankar. Inga underarter finns listade i Catalogue of Life.